# Drosophila subinfumata
Drosophila subinfumata är en tvåvingeart som beskrevs av Oswald Duda 1925. Drosophila subinfumata ingår i släktet Drosophila och familjen daggflugor.
Artens utbredningsområde är Costa Rica.